# Pacharukhi
Pacharukhi – gaun wikas samiti w środkowej części Nepalu  w strefie Narajani w dystrykcie Rautahat. Według nepalskiego spisu powszechnego z 2001 roku liczył on 841 gospodarstw domowych i 4235 mieszkańców (2014 kobiet i 2221 mężczyzn).